# Assi Dayan
Asaf Dayan mais conhecido como Assi Dayan (Nahalal, 23 de novembro de 1945 - Tel Aviv, 1 de maio de 2014) foi um ator, cineasta e roteirista israelita.
Ficou conhecido como ator por interpretar Reuven Dagan na versão original do seriado Sessão de Terapia. Criou e dirigiu alguns dos filmes mais famosos da História de Israel, como a comédia O Monte Halfon não responde (1976). Recebeu nove prêmios Ofir (o Oscar israelense).